# ひだまりが聴こえる
『ひだまりが聴こえる』（ひだまりがきこえる）は、文乃ゆきによる日本の漫画。『Canna』（フランス書院）にて、Vol.33から37まで連載された。
その後、本書は同誌にてシリーズ連載されており、『ひだまりが聴こえる-幸福論-』はVol.41から46まで、『ひだまりが聴こえる-リミット-』はVol.50から69まで、『ひだまりが聴こえる-春夏秋冬-』はVol.75から連載中。
2024年5月時点でシリーズの累計発行部数は210万部を突破している。
メディアミックス展開として2017年6月には実写映画が公開され、2024年7月より、テレビ東京系にてテレビドラマが放送された。

## あらすじ
難聴の大学生である航平と、同級生の太一の「友達以上、恋人未満」の関係が描かれている。

## 書誌情報
- 文乃ゆき『ひだまりが聴こえる』 プランタン出版〈Cannaコミックス〉、2014年10月27日発売[11]、ISBN 978-4-8296-8561-7
- 文乃ゆき『ひだまりが聴こえる-幸福論-』 プランタン出版〈Cannaコミックス〉、2016年5月27日発売[12]、ISBN 978-4-8296-8580-8
- 文乃ゆき『ひだまりが聴こえる-リミット-』 プランタン出版〈Cannaコミックス〉、全3巻
  1. 2017年10月27日発売[13][14]、ISBN 978-4-8296-8599-0
  2. 2018年12月28日発売[15]、ISBN 978-4-8296-8615-7
  3. 2020年5月28日発売[16]、ISBN 978-4-8296-8633-1
- 文乃ゆき『ひだまりが聴こえる-春夏秋冬-』 プランタン出版〈Cannaコミックス〉、既刊3巻（2024年5月30日現在）
  1. 2021年12月28日発売[17]、ISBN 978-4-8296-8659-1
  2. 2023年4月28日発売[18]、ISBN 978-4-8296-8674-4
  3. 2024年5月30日発売[19]、ISBN 978-4-8296-8697-3

## 反応
本作は「ちるちるBLアワード2017　シリーズ部門」で6位となった他、「全国書店員が選んだおすすめBLコミック」で2位となった。
Anime News Networkのレベッカ・シルバーマンは、学校の固定観念の描写と航平と太一の関係性の掘り下げを称賛し、『ひだまりが聴こえる』を好意的に評価した。
コミコン・インターナショナル 2018では、漫画評論家や業界人で構成された審議会で、『ひだまりが聴こえる』が「過小評価されている秀作」に選ばれた。

## 実写映画
実写映画化は、第1巻の発売時に発表された。2017年6月24日公開。

### キャスト
- 杉原航平 - 多和田秀弥[22]
- 佐川太一 - 小野寺晃良[22]
- 横山智紀 - 三津谷亮[23]
- 横山美穂 - 山崎あみ[23]
- 皆川ナツミ - 大坂美優
- 谷野留実子 - 井桁弘恵
- 田畑遥 - 松田リマ
- 内山連 - 福本有希[24]
- 里中大吾 - 島田翼[24]
- 北野誠一 - 荒木秀行
- 樋口綾 - 木島杏奈
- 澤田響子 - 野村涼乃
- 牧野悠一郎 - 平沼紀久[23]
- 森本保 - 中丸新将[23]
- 杉原涼子 - 高島礼子[25][23]

### スタッフ
- 原作 - 文乃ゆき『ひだまりが聴こえる』（プランタン出版）
- 監督 - 上條大輔
- 脚本 - 高橋ナツコ
- 音楽 - 森野宣彦
- 製作 - 安井邦好、菊池貞和
- プロデューサー - 片山武志、山下いづみ、中林千賀子
- アソシエイトプロデューサー - 中村美香
- 撮影 - 長野泰隆（J.S.C）
- 照明 - 児玉淳
- 録音 - 原川慎平
- 編集 - 渡辺直樹
- スクリプター - 笹本千鶴
- 美術プロデューサー - 福田宣
- 美術 - 亘勇樹
- 装飾 - 小森晴加
- 小道具 - アライリエコ
- 衣装 - 白石敦子
- ヘアメイク - 小出みさ
- 助監督 - 川松尚良
- 制作担当 - 金子堅太郎
- スチール - 大塚秀美、黒瀬友理
- デザイン - 菊池仁
- 企画協力 - プランタン出版
- 制作プロダクション - ブースタープロジェクト
- 配給 - 日本出版販売
- 宣伝 - アルゴ・ピクチャーズ、長村亜紀
- 製作 - 「ひだまりが聴こえる」製作委員会（日本出版販売、ポニーキャニオン、ブースタープロジェクト）

## テレビドラマ
2024年7月4日（3日深夜）から9月19日（18日深夜）まで、テレビ東京系「ドラマNEXT」枠で放送された。主演は本作が地上波の連続ドラマ初主演となる中沢元紀と小林虎之介。

### キャスト

#### 主要人物
杉原航平
演 - 中沢元紀
広泉大学法学部2年生。聴覚障害者。中学を卒業後に突発性難聴を発症。
佐川太一
演 - 小林虎之介
航平の同級生。広泉大学経済学部2年生。

#### 周辺人物
横山智紀 / ヨコ
演 - 宇佐卓真
太一の友人。広泉大学経済学部2年生でテニスサークル所属。
安田哲 / ヤス
演 - 夏生大湖
太一の友人。広泉大学経済学部2年生で映研サークル所属。
杉原涼子
演 - 西田尚美
航平の母。料理教室の講師。
佐川源治
演 - でんでん
太一の祖父。元大工。
桜上マヤ
演 - 白石優愛（第7話 - ）
航平と同じ難聴の新入生。広泉大学理学部1年生。航平が家庭教師を務める後輩。
犀清史郎
演 - 池田良
企業向けの障がい者研修を行う会社「sig-n」の代表取締役。
千葉祐一
演 - 大東駿介
「sig-n」の社員。犀と同じく太一の人生に大きな影響をもたらすキーパーソン。

### スタッフ
- 原作 - 文乃ゆき『ひだまりが聴こえる』（プランタン出版）[9]
- 脚本 - 川﨑いづみ[9]
- 音楽 - 佐久間奏
- オープニングテーマ - flumpool「SUMMER LION」（A-Sketch）[28]
- エンディングテーマ - 川崎鷹也「夕陽の上」（ワーナーミュージック・ジャパン）[29]
- 手話監修 - 株式会社エンタメロード
- 授業・ノートテイク監修 - 高野慎太郎
- 哲学監修 - 三浦宏文
- 看護監修 - 堀エリカ
- 監督 - 八重樫風雅、牧野将、原島孝暢[9]
- 取材協力 - 駒澤大学、瀬浪歌央、東京都中途失聴・難聴者協会、明治学院大学
- 手話指導 - 小林純弥江
- アクションコーディネーター - 三木一輝
- チーフプロデューサー - 山鹿達也（テレビ東京）[9]
- プロデューサー - 加瀬未奈（テレビ東京）、藤田絵里花（テレビ東京）、阿部真士（PROTX）[9]
- 制作 - テレビ東京、PROTX[9]
- 製作著作 - 「ひだまりが聴こえる」製作委員会[9]

### 放送日程
| 各話   | 放送日  | サブタイトル                           | 監督       |
| ------ | ------- | -------------------------------------- | ---------- |
| 第1話  | 7月04日 | 聴こえないのは、お前のせいじゃないだろ | 八重樫風雅 |
| 第2話  | 7月11日 | 向こう側に、もう俺の居場所はない       | 牧野将     |
| 第3話  | 7月18日 | 大事な人にだけ、わかってもらえれば     | 牧野将     |
| 第4話  | 7月25日 | あの声が聴こえなくなるのは、嫌だな     | 八重樫風雅 |
| 第5話  | 8月01日 | 聴こえなくなるより、怖いこと           | 八重樫風雅 |
| 第6話  | 8月08日 | また、キスとかされちゃうよ             | 八重樫風雅 |
| 第7話  | 8月15日 | もう、俺がいなくても                   | 原島孝暢   |
| 第8話  | 8月22日 | 太一以外の人じゃ、いやだから           | 原島孝暢   |
| 第9話  | 8月29日 | 同じことで同じように笑えたら           | 牧野将     |
| 第10話 | 9月05日 | 俺が学校やめるって言ったら、どうする?  | 牧野将     |
| 第11話 | 9月12日 | 今までノートテイクしてくれてありがとう | 八重樫風雅 |
| 最終話 | 9月19日 | 何度でも、全部お前に届くまで           | 八重樫風雅 |

- 第4話・第5話・第6話は前日放送の『スポーツ リアライブ〜SPORTS Real&Live〜』拡大放送（23:55 - 翌0:10）のため、10分繰り下げられ、0時40分 - 1時10分に放送された。
- 最終話は前日放送の『WBS』拡大放送（22:00 - 23:08）のため、10分繰り下げられ、0時40分 - 1時10分に放送された。

### 放送局
| 放送期間                 | 放送時間         | 放送局         | 対象地域       | 備考   |
| ------------------------ | ---------------- | -------------- | -------------- | ------ |
| 2024年7月4日 - 9月19日   | 木曜 0:30 - 1:00 | テレビ東京     | 関東広域圏     | 製作局 |
|                          |                  | テレビ大阪     | 大阪府         |        |
|                          |                  | テレビ愛知     | 愛知県         |        |
|                          |                  | テレビせとうち | 岡山県・香川県 |        |
|                          |                  | テレビ北海道   | 北海道         |        |
|                          |                  | TVQ九州放送    | 福岡県         |        |
| 2024年10月4日 - 12月20日 | 金曜 0:00 - 0:30 | BSテレ東       | 全国           |        |

### ネット配信
| 配信開始月 | 配信サイト     | 配信料金     | 備考                                |
| ---------- | -------------- | ------------ | ----------------------------------- |
| 2024年6月  | U-NEXT         | 定額制有料   | 同月26日の21:00より、一週先行配信。 |
| 2024年7月  | ネットもテレ東 | 広告付き無料 | 見逃し配信                          |
| 2024年7月  | TVer           | 広告付き無料 | 見逃し配信                          |

### 受賞歴
- 第62回ギャラクシー賞『第19回マイベストＴＶ賞』グランプリ（『ひだまりが聴こえる』、テレビ東京系）[32]

| テレビ東京系 ドラマNEXT                           | テレビ東京系 ドラマNEXT                       | テレビ東京系 ドラマNEXT                            |
| 前番組                                            | 番組名                                        | 次番組                                             |
| ------------------------------------------------- | --------------------------------------------- | -------------------------------------------------- |
| 好きなオトコと別れたい （2024年4月4日 - 6月20日） | ひだまりが聴こえる （2024年7月4日 - 9月19日） | 私の町の千葉くんは。 （2024年10月10日 - 12月26日） |

## ドラマCD
- 『ひだまりが聴こえる』[33]
- 『ひだまりが聴こえる-幸福論-』[34]
- 『ひだまりが聴こえる-リミット-』（全3弾）[35]

### キャスト
- 佐川太一：榎木淳弥[33][34][35]
  - 幼少期：依田菜津[35]
- 杉原航平：古川慎[33][34][35]
- 横山智紀：中島ヨシキ[33][34][35]
- 安田哲：粟津貴嗣[33][34][35]
- 医師：三浦勝之[33][35]
- 美穂、ナツ友人：千葉泉[33][34]
- 航平の母：前川涼子[33][34][35]
- 桜上マヤ：山本希望[34][35]
- 千葉祐一：濱野大輝[34][35]
  - 幼少期：佳穂成美[35]
- 天童信孝：山中真尋[34][35]
- 犀清史郎：金光宣明[34][35]
- サト：本多真梨子[34]
- ユウキ：石川賢利[34]
- 千葉リュウ：市川蒼[35]
- 江波：櫻庭有紗[35]
- 千葉の母：大井麻利衣[35]
- 梅谷：鈴木崚汰[35]
- 佐川源治：ふくまつ進紗[35]
- ユミ：堀江瞬[35]
- 佐川タエ：今泉葉子[35]
- 須藤敦史：佐藤元[35]
- リュウ友人：葉山翔太[35]
- 級友：清都ありさ、佐藤有世[34]